# Smuggler's Runシリーズ
Smuggler's Runシリーズ（スマグラーズ・ランシリーズ）はロックスター・サンディエゴにより開発、ロックスター・ゲームス（テイクツー・インタラクティブ）、日本ではシスコンエンタテインメントにより発売されているカークライムアクションゲームシリーズである。略称は『SRシリーズ』。

## 概要
グランド・セフト・オートシリーズやレッド・デッドシリーズで知られているロックスター・ゲームスが発売、ロックスター・サンディエゴが開発しているクライムアクションゲームシリーズ。
SRシリーズ全体の基本的の設定、またはミッションは密輸会社で働いている主人公がボスに頼まれた違法な物資（武器など）を運ぶというストーリー。
海外版で物資を取りに行く際には街や山、森林等のマップには動物や人が生活しており、轢き殺す事が可能だが、日本版は大幅な規制表現を入れており、人や動物が存在していないため、轢き殺す事が不可能である。

## 作品

### Smuggler's Run
2000年10月25日（日本 2000年12月28日）に発売されたシリーズ1作目である。日本版は規制を入れ『CRAZY BUMP'S 〜かっとびカーバトル!〜』という名称変更してPlayStation 2などに発売された。
またロックスター・ゲームスの作品グランド・セフト・オートシリーズの『グランド・セフト・オートV』のオンラインモード「GTAオンライン」のDLCで「GTA Online:Smuggler’s Run」が配信された。

### Smuggler's Run 2
PlayStation 2版は2001年10月3日、ニンテンドー ゲームキューブ版は2002年8月7日に発売されたシリーズ2作目。
Smuggler's Run:Warzone
『2』をニンテンドーゲームキューブ版に移植開発され、発売された。